# Tx26

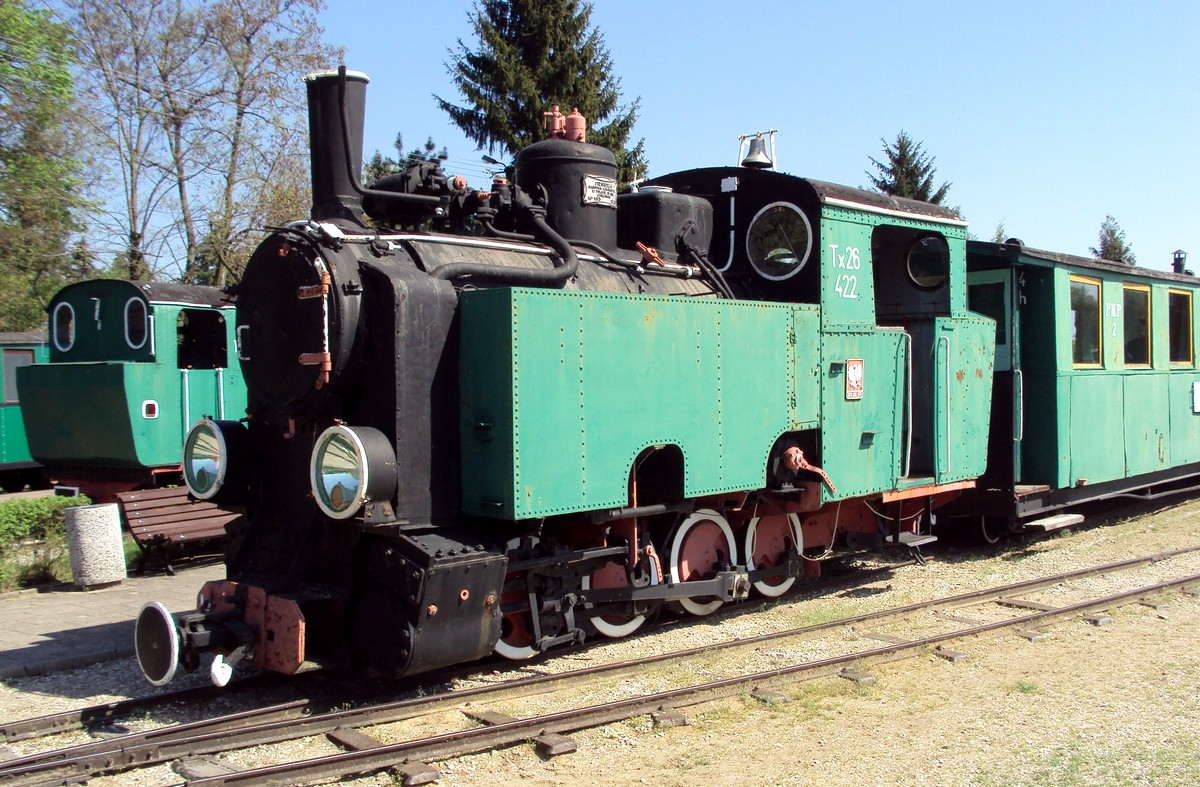
Tx26-422 w Muzeum Kolei Wąskotorowej w Wenecji

Tx26 – oznaczenie serii parowozów wąskotorowych PKP, stosowane od 1961 roku dla tendrzaków o układzie osi D polskiego pochodzenia, konstrukcji z 1926 roku. Do serii tej zaliczone były dwa typy parowozów budowanych w Pierwszej Fabryce Lokomotyw SA w Chrzanowie.

## Opis oznaczenia
- T – tendrzak,
- x – cztery osie wiązane,
- 26 – dwie ostatnie cyfry roku zatwierdzenia dokumentacji[1].

Serią Tx26 oznaczono po 1961 roku ocalałe do tej pory egzemplarze parowozów dwóch typów:
- W1A – 4 egzemplarze: Tx26-422, 423, 424, 425[2].
- W2A – 1 egzemplarz: Tx26-427[3].

## Typ W1A (Pińczów)
W 1925 roku Zarząd Pińczowskich Kolei Dojazdowych zamówił w Pierwszej Fabryce Lokomotyw w Chrzanowie (Fablok) dwa parowozy na tor szerokości 600 mm. Ponieważ Fablok nie budował do tej pory lokomotyw wąskotorowych, opracował parowóz o oznaczeniu fabrycznym W1A na podstawie dokumentacji zakupionej w austriackiej fabryce StEG. Lokomotywy o numerach fabrycznych 149 i 150 zostały wyprodukowane i dostarczone w grudniu 1926 roku. Były to pierwsze lokomotywy wąskotorowe zbudowane w Polsce. Od zamawiającej kolei określano je jako typ „Pińczów”. Kolej zamówiła dalsze cztery parowozy, zbudowane w 1927 (numery 175 i 176) i 1928 roku (numery 185 i 186).
W 1930 roku pińczowska kolej została przejęta przez Polskie Koleje Państwowe, wchodząc w skład Jędrzejowskiej Kolei Wąskotorowej. Lokomotywy otrzymały oznaczenia PKP serii D z numerami 1306-1309 i 1311-1312. Podczas II wojny światowej zniszczono jeden parowóz. Po wojnie używano ich w dalszym ciągu na kolei jędrzejowskiej, a następnie innych kolejach. W 1947 roku zaliczono je do zbiorczej serii PKP Tx3, pod oznaczeniami Tx3-422 do 426. Tx3-426 został skasowany w 1948 roku, a pozostałe przemianowano w 1961 roku na serię Tx26, według systemu oznaczania lokomotyw polskiego pochodzenia. Tx26-422 zachowano jako eksponat w Muzeum Kolei Wąskotorowej w Wenecji, a Tx26-423 obecnie na Kolejce Parkowej Maltanka w Poznaniu. Lokomotywy nr 424 i 425 złomowano w 1968 i 1973 roku.

## Typ W2A

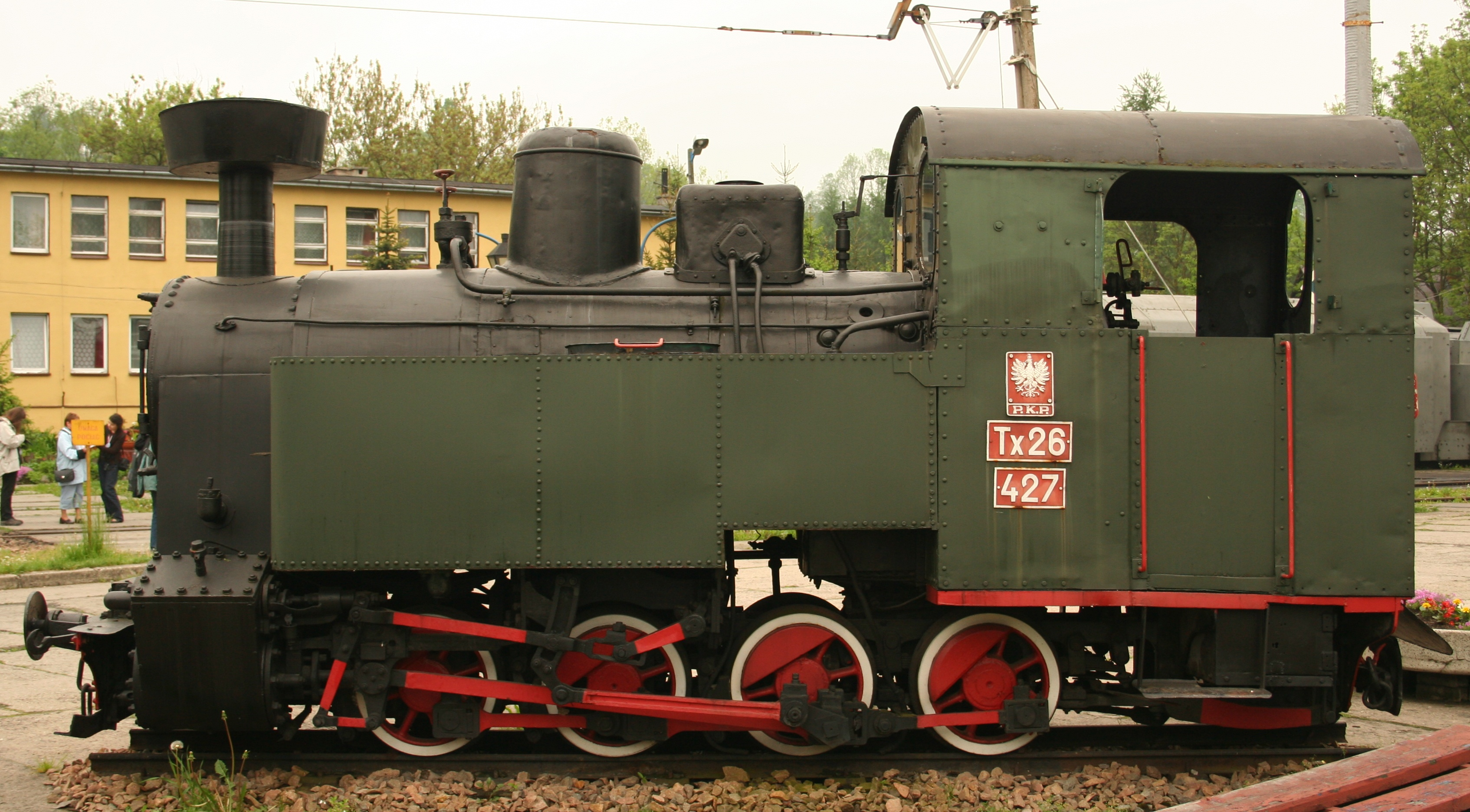
Tx26-427 (W2A) w Skansenie w Chabówce

Pojedynczy parowóz typu W2A o numerze fabrycznym 179 powstał w 1928 roku w Pierwszej Fabryce Lokomotyw w Polsce (Fablok) w Chrzanowie, na zamówienie Ministerstwa Spraw Wojskowych z 1927 roku, jako prototyp lokomotywy dla wojskowych kolei polowych. Wyprodukowanie podwozia z silnikami i układem napędowym Fablok zlecił jednak Warszawskiej Spółce Akcyjnej Budowy Parowozów (WSABP), a kotła – zakładom Fitzner-Gamper-Zieleniewski w Sosnowcu. Parowóz na tor szerokości 600 mm ostatecznie nie został przejęty przez wojsko, ale przez Polskie Koleje Państwowe.
Parowóz typu W2A otrzymał na PKP pierwotnie oznaczenie D3-1002 i służył początkowo na Kolei Sierpc – Lubicz, a od 1938 roku na innych kolejach. Podczas II wojny światowej został przejęty przez koleje niemieckie. Po wojnie ponownie przejęty przez PKP,  powrócił do eksploatacji na Kolei Ostrołęckiej. W 1947 roku został zaliczony do zbiorczej serii Tx3, otrzymując oznaczenie Tx3-427. W 1961 roku otrzymał ostateczne oznaczenie Tx26-427, mylnie zaliczony do serii Tx26 (mimo że z uwagi na rok zatwierdzenia dokumentacji powinien zostać oznaczony Tx28). Ze względu na niewielki zabierany zapas węgla i wody, pracował cały czas z pomocniczym tendrem. W dalszym ciągu służył na Kolei Ostrołęckiej do jej zamknięcia w 1973 roku. Został zachowany do celów muzealnych i w 1993 roku przekazano go do Skansenu Taboru Kolejowego w Chabówce, gdzie ostatecznie dokonano jego odbudowy do stanu eksponatu i ustawiono na pomniku.